# Wesseling
Wesseling is een stad en gemeente in de Duitse deelstaat Noordrijn-Westfalen, gelegen in de Rhein-Erft-Kreis. De gemeente telt 36.731 inwoners (31 december 2020) op een oppervlakte van 23,37 km².
De stad ligt net ten zuiden van Keulen op de linkeroever van de Rijn

## Delen van Wesseling
- Berzdorf
- Keldenich
- Urfeld

## Spoorweg
In 1904 werd begonnen met de bouw van de Rheinuferbahn van Keulen over Wesseling naar Bonn. Een dwarstraject verbond Wesseling met Brühl. Dit laatste dient enkel nog voor goederentransport. Er is enkel nog beperkt personenvervoer over lijn 18.

## Afbeeldingen

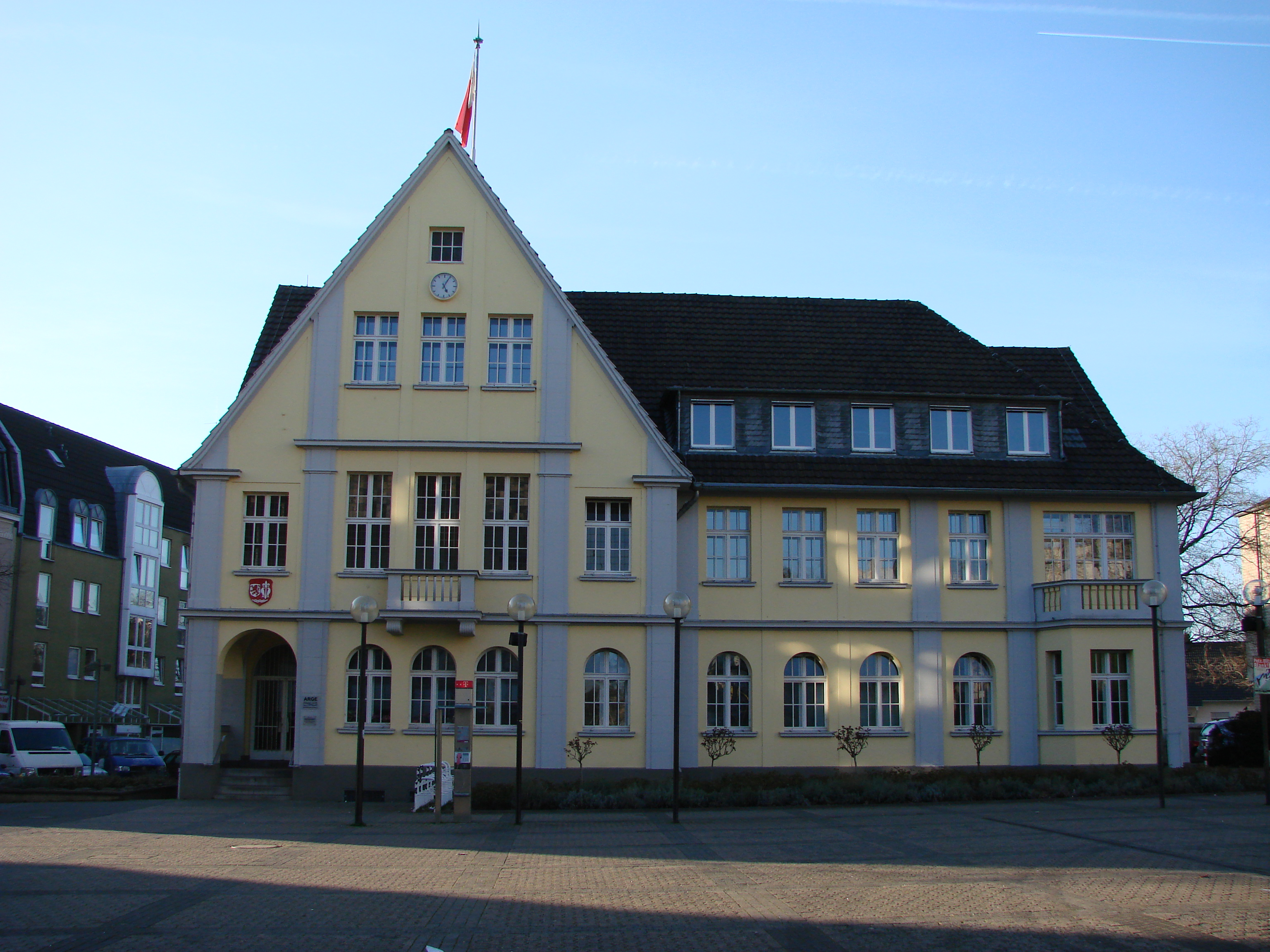
Oude gemeentehuis
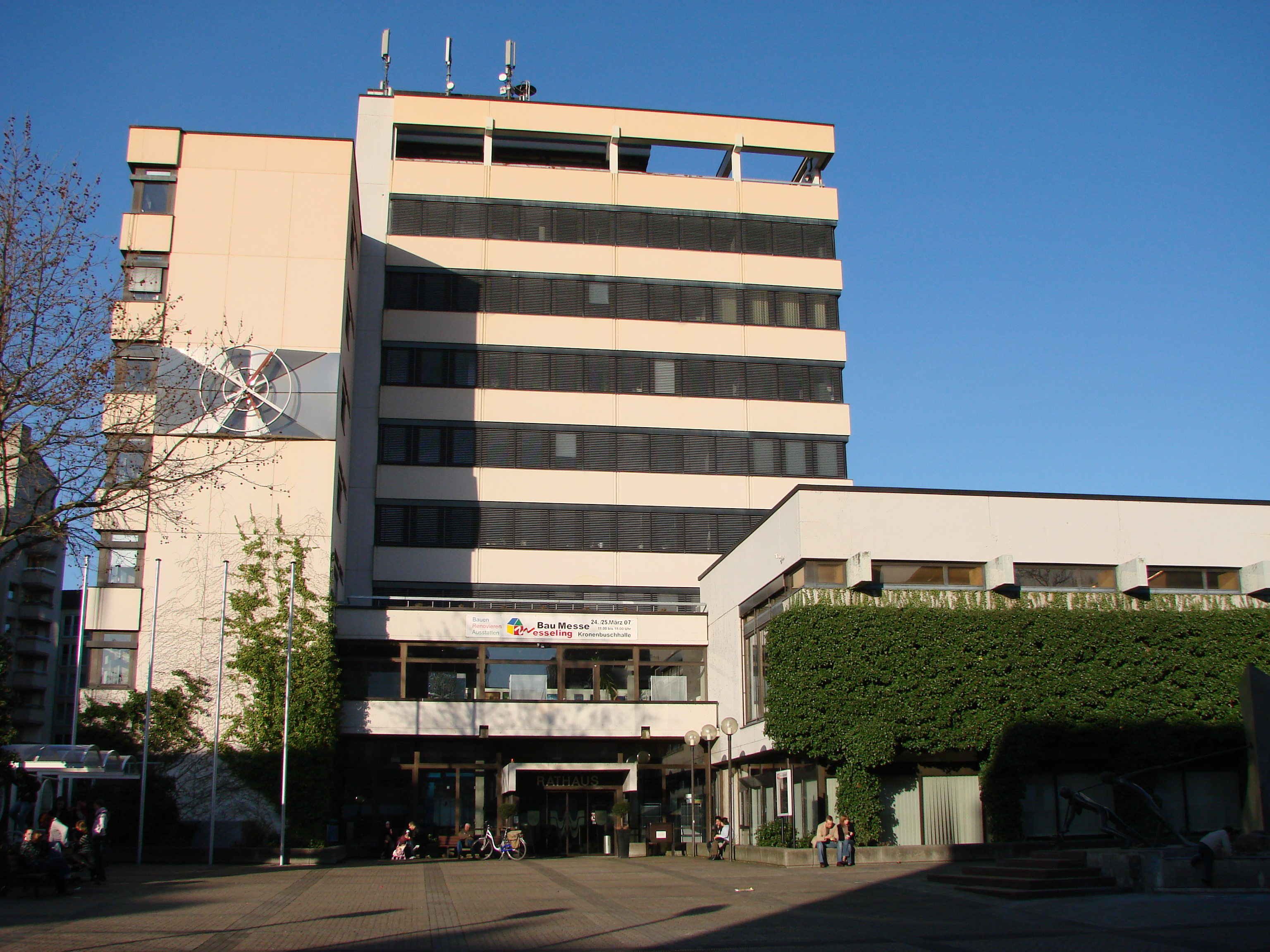
Nieuwe gemeentehuis
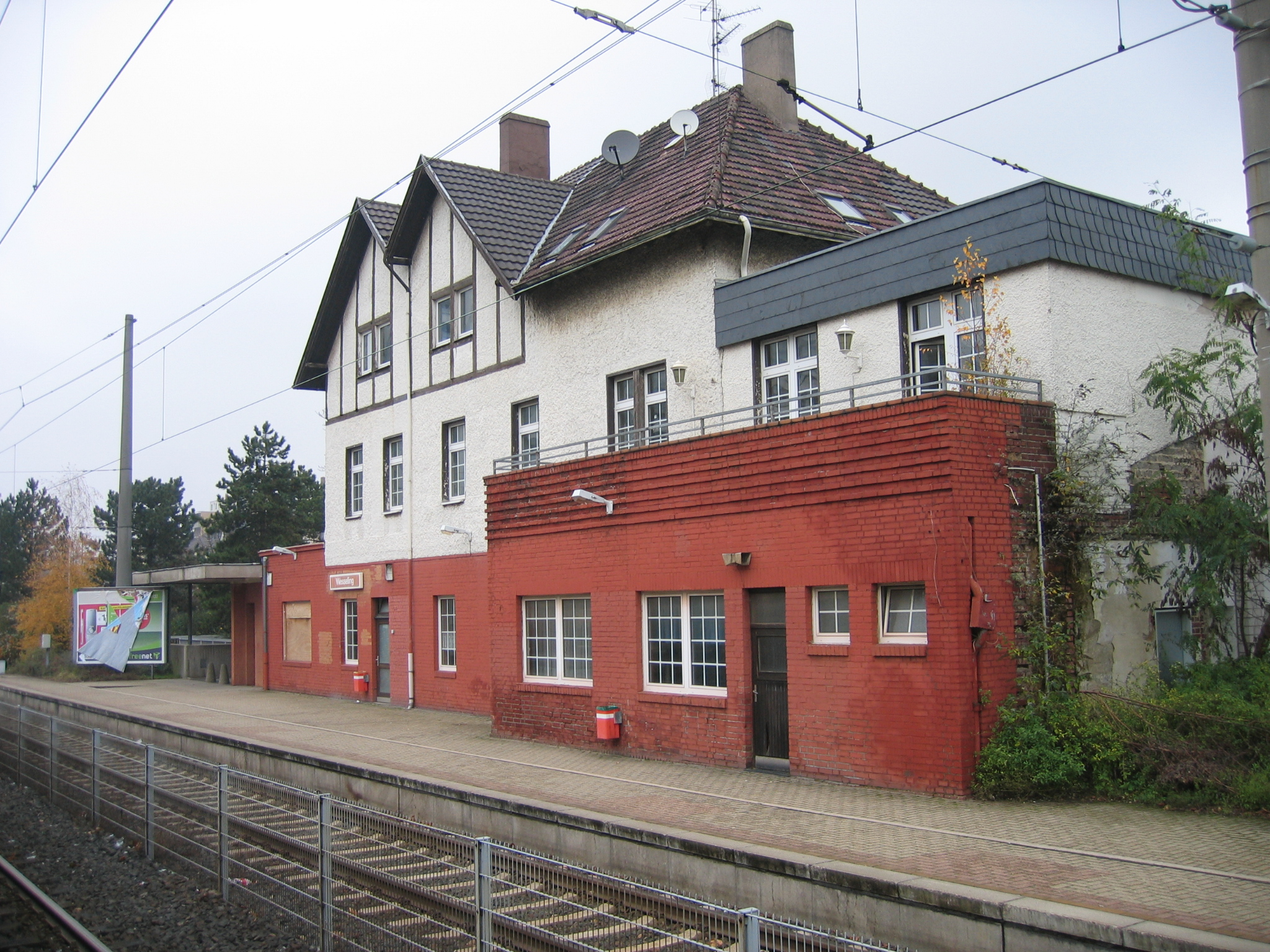
Halte van de Kölner Stadtbahn
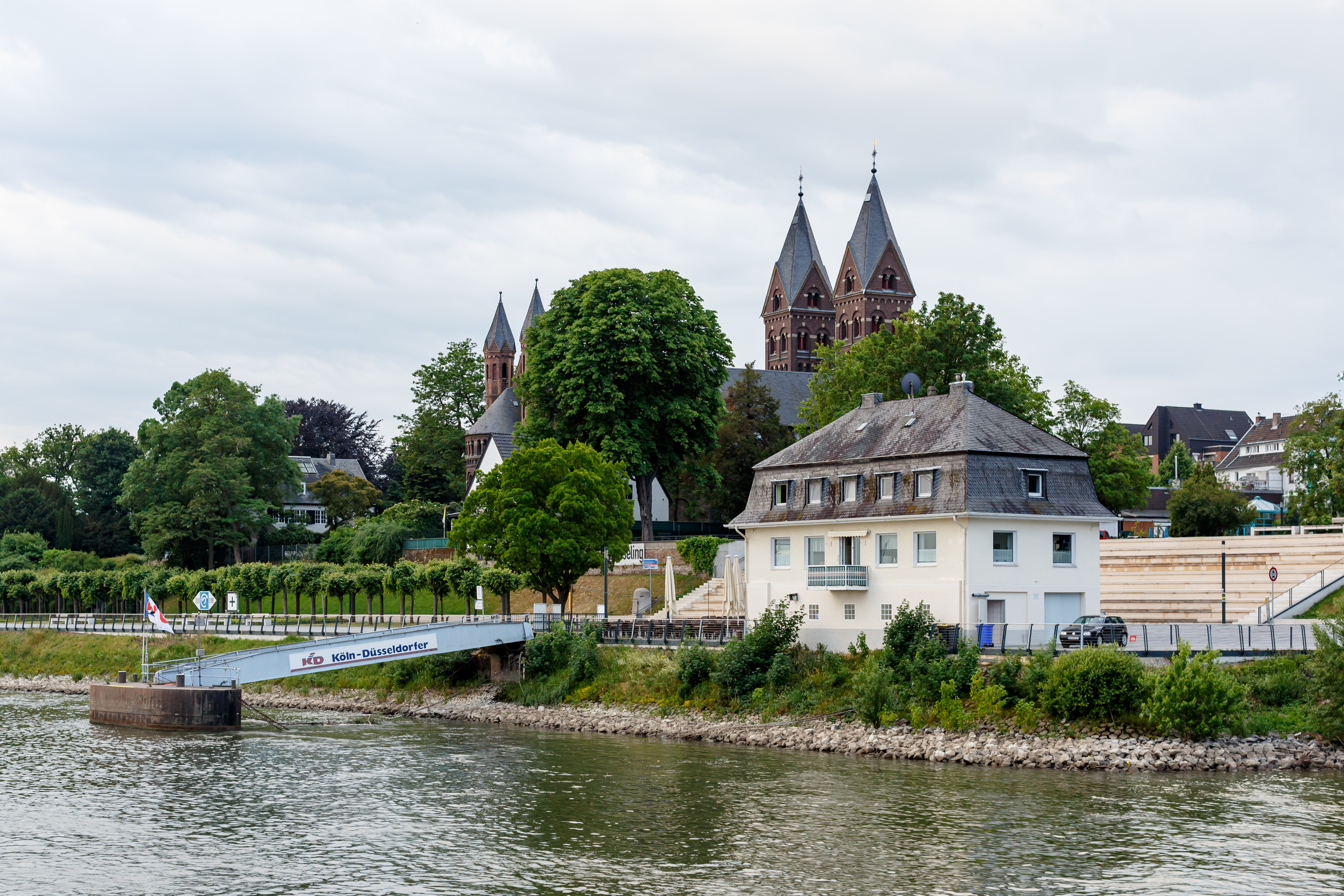
Aanlegsteiger
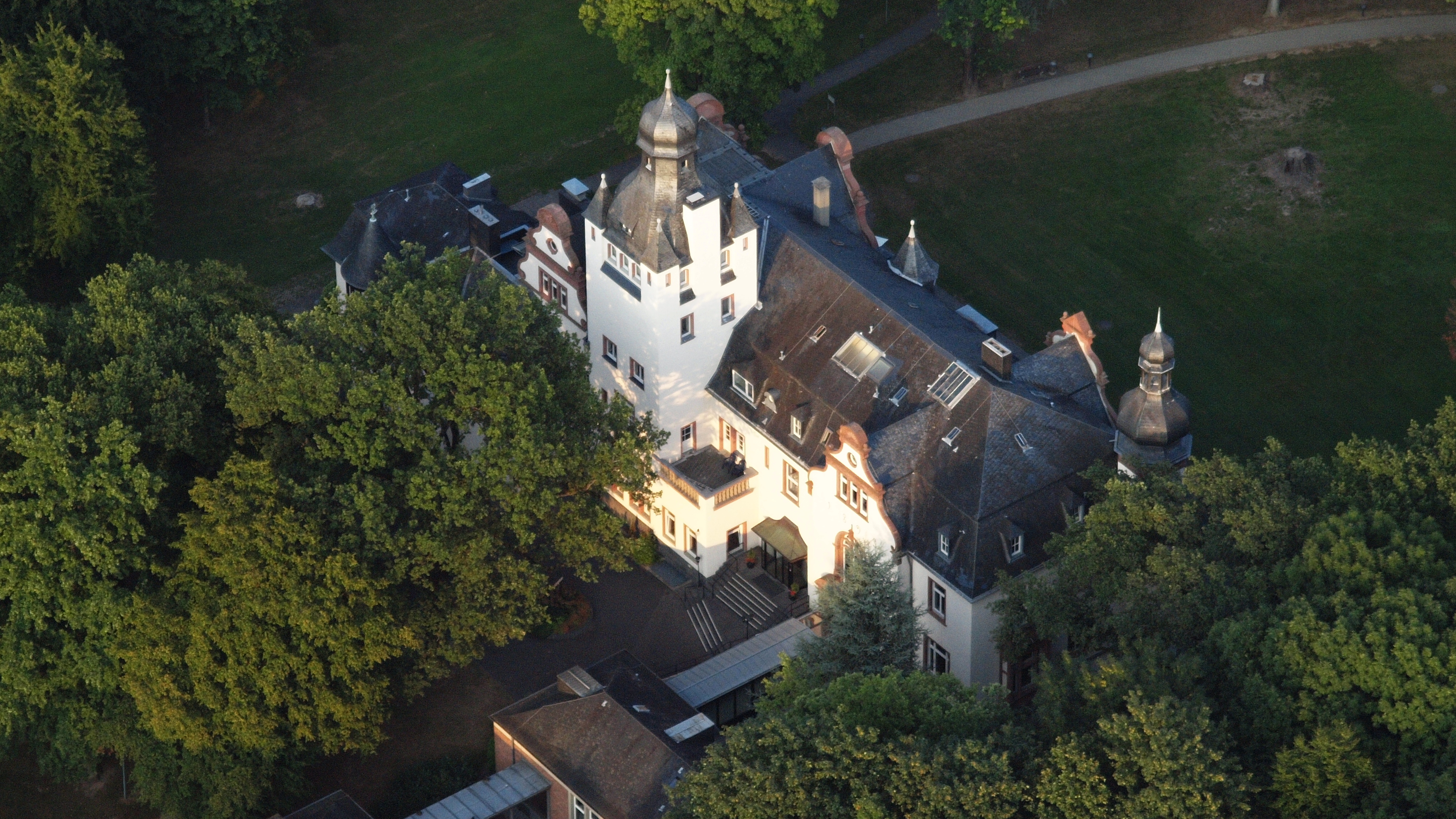
Schloss Eichholz
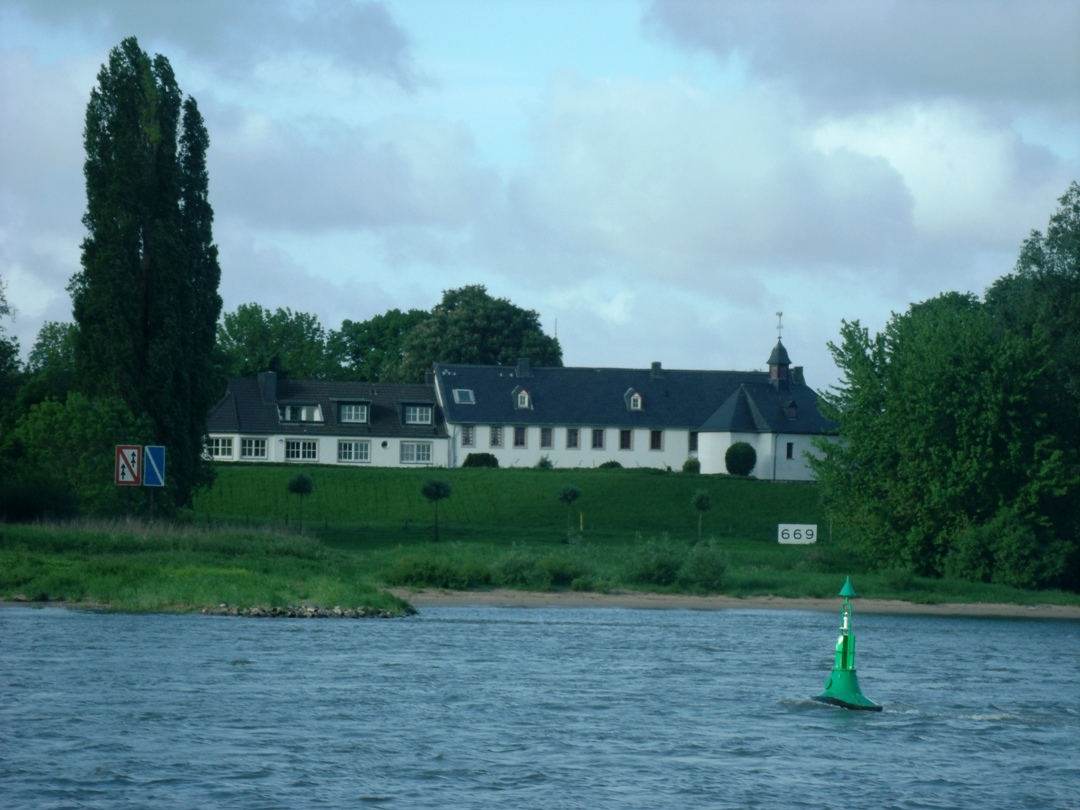
Luzia Kapelle
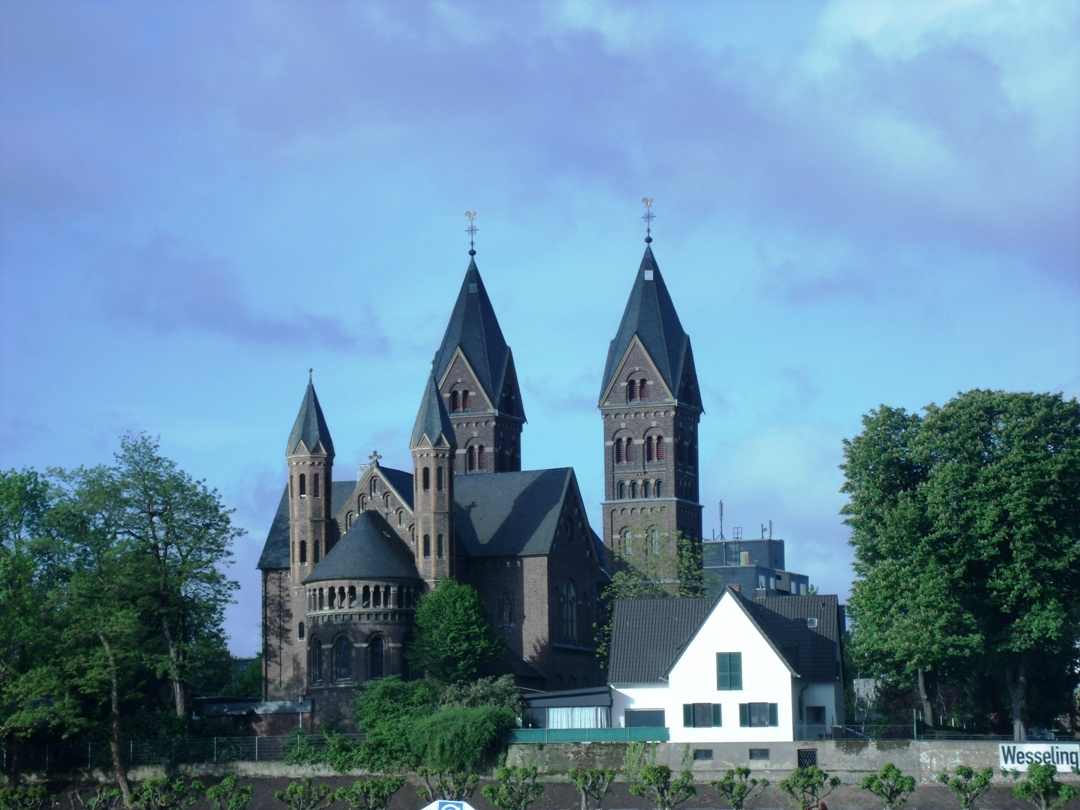
R.K.Kirche St.Germanus
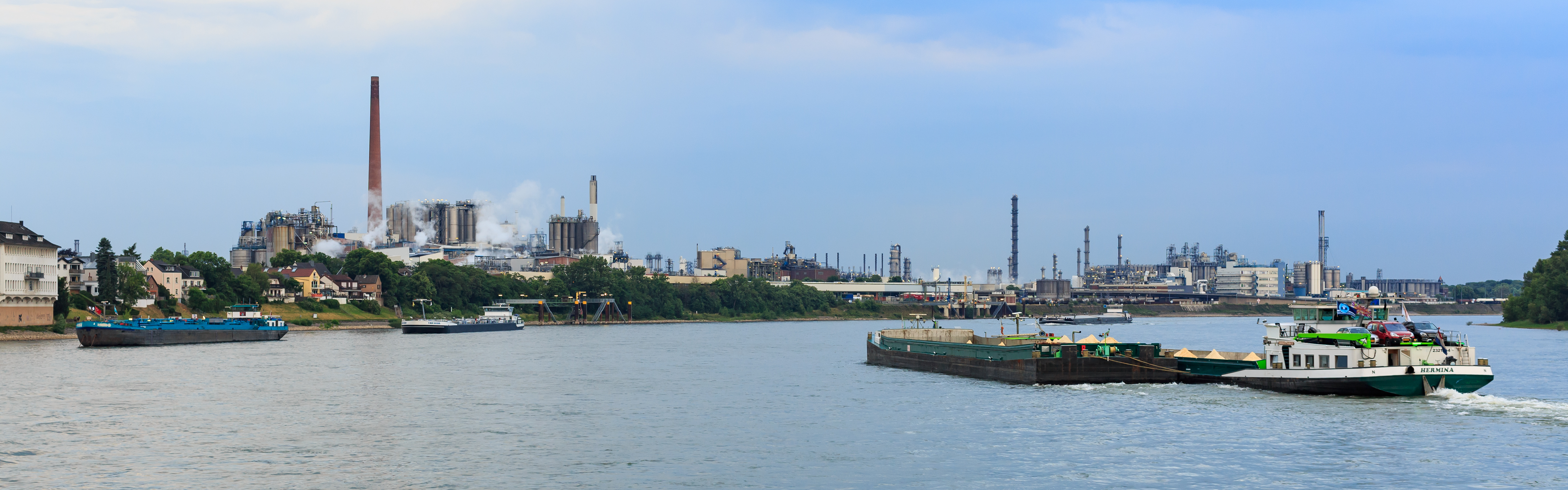
Rijn met chemische industrie

Bedburg · Bergheim · Brühl · Elsdorf · Erftstadt · Frechen · Hürth · Kerpen · Pulheim · Wesseling